# Sprawa Josefa Fritzla
Sprawa Josefa Fritzla (niem. Der Fall von Josef Fritzl) – sprawa długotrwałego uprowadzenia która została ujawniona w kwietniu 2008, kiedy 42-letnia Austriaczka Elisabeth Fritzl, zeznała policji, że przez 24 lata była więziona i gwałcona przez ojca, Josefa Fritzla. W marcu 2009 austriacki sąd uznał 73-letniego mężczyznę za winnego m.in. morderstwa syna/wnuka, wielokrotnych gwałtów, czynów kazirodczych, czynów pedofilskich dokonywanych na swej córce oraz pozbawienia wolności pozostałych swoich dzieci, skazując go na karę dożywotniego pozbawienia wolności.
Sprawa była szeroko komentowanym wydarzeniem na całym świecie.

## Okoliczności zdarzenia
Elisabeth została uprowadzona, kiedy miała 18 lat. Była przetrzymywana w piwnicy domu Fritzlów w Amstetten, w specjalnie zbudowanym w tym celu bunkrze dźwiękoszczelnym. Była wielokrotnie gwałcona przez ojca, któremu urodziła łącznie siedmioro dzieci, z których jedno umarło przy porodzie i zostało spalone przez Josefa Fritzla w piecu służącym do utylizacji odpadów. Żona Fritzla, Rosemarie, twierdzi, że nie była świadoma wydarzeń, które rozgrywały się w piwnicy domu. 29 sierpnia 1984 ojciec zgłosił policji zaginięcie córki, mówiąc, że prawdopodobnie uciekła do sekty. Troje z urodzonych dzieci – dwie dziewczynki i jeden chłopiec – miało zostać podrzuconych w niemowlęctwie na próg domu. Fritzl wychowywał je razem z żoną; przekonał władze i żonę, że są to dzieci ich córki, których nie mogła wychować, dlatego zostały prawnie adoptowane przez nich. Pozostała trójka mieszkała razem z matką w piwnicy. Sprawa wyszła na jaw, kiedy Kerstin, najstarsza córka Elisabeth, zachorowała, a Josef Fritzl zawiózł ją do szpitala.
Josef Fritzl (ur. 9 kwietnia 1935) planował zbrodnię latami. Podziemne więzienie zaczął budować, kiedy Elisabeth miała 12 lat. Aby dostać się do piwnicy, należało pokonać ośmioro drzwi, a ostatnie z nich były zamykane na zamek elektroniczny. Córkę gwałcił i molestował już przed jej uwięzieniem. Był już wcześniej karany za próbę gwałtu.

## Podejrzenie o zabójstwo

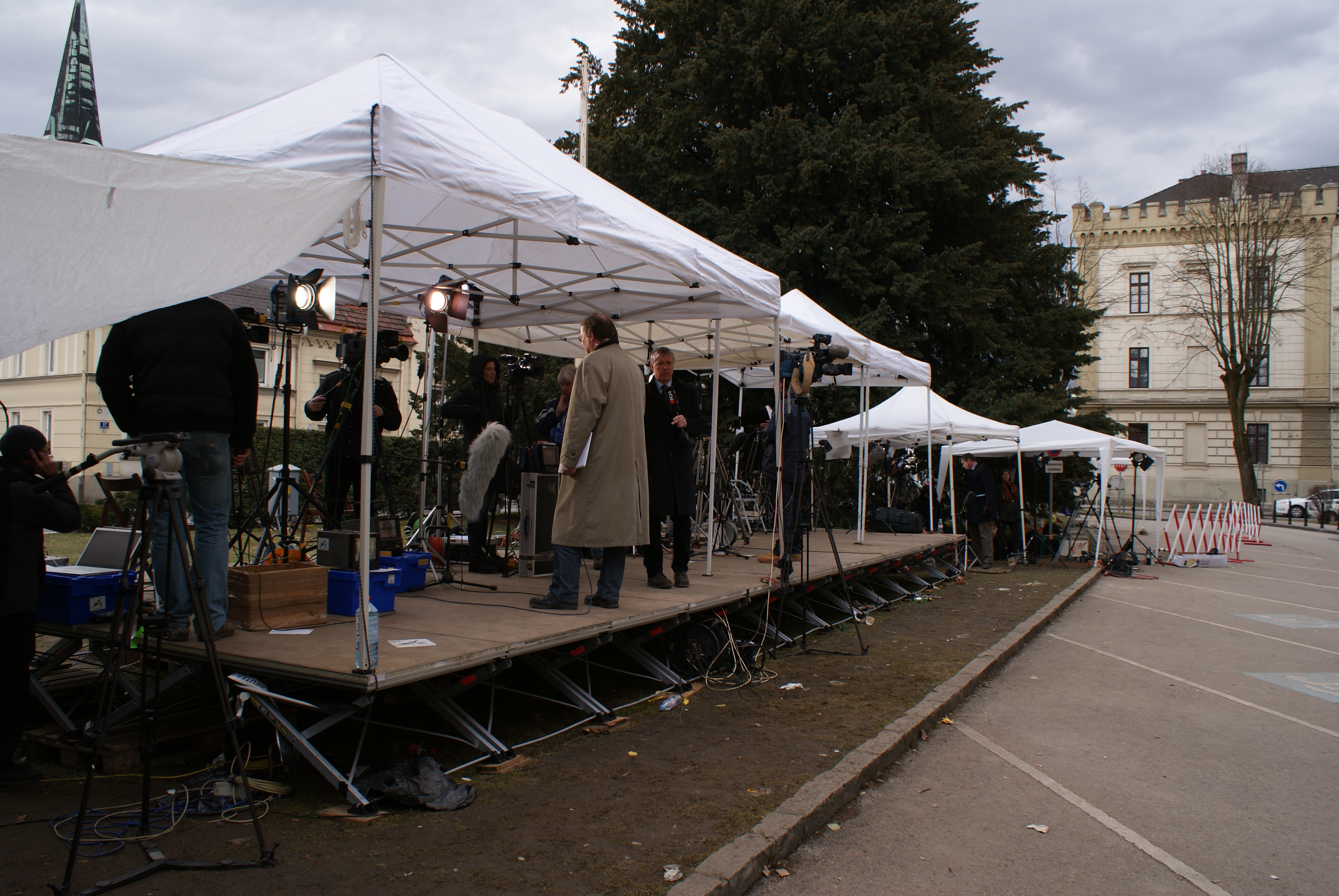
Dziennikarze relacjonujący proces Fritzla w St. Pölten

Austriackie media podawały informację, że policja bada ewentualne związki Fritzla z zabójstwem 17-letniej Martiny Posch, której ciało znaleziono na brzegu jeziora Mondsee w 1986. Żona Fritzla była wówczas właścicielką gospody znajdującej się po drugiej stronie jeziora. Jednakże Fritzlowi nie przedstawiono zarzutów w tej sprawie.

## Proces
Proces Josefa Fritzla przed sądem przysięgłych w St. Pölten rozpoczął się 16 marca 2009. Fritzl początkowo przyznał się do części zarzutów, tj. kazirodztwa, gwałtu i stosowania przemocy, nie przyznał się do zarzutów zabójstwa i zmuszania do niewolnictwa.
Drugiego dnia procesu sąd odsłuchał taśmę z zeznaniami córki oskarżonego, Elisabeth. Całość zeznań wynosiła 11 godzin. Następnie Fritzl przyznał się do wszystkich przedstawionych mu zarzutów. 19 marca 2009 zapadł wyrok, w którym sąd uznał Josefa Fritzla za winnego sześciu zarzucanych mu czynów, w tym morderstwa syna. Skazany został na karę dożywotniego pozbawienia wolności. Początkowo miał pozostawać w więzieniu w St. Pölten, ostatecznie trafił do ośrodka o zaostrzonym rygorze dla przestępców z zaburzeniami psychicznymi w więzieniu Stein w mieście Krems an der Donau.
W styczniu 2024 Sąd Okręgowy w Krems podjął decyzję o przeniesieniu Fritzla z zakładu o zaostrzonym rygorze do zwykłego zakładu karnego. Wcześniej psychiatra sądowy zdiagnozował u Fritzla postępującą demencję w zaawansowanym stadium.

## Chronologia wydarzeń
Poniżej przedstawiono chronologiczny wykaz głównych wydarzeń:
| Data             | Najważniejsze wydarzenia |
| ---------------- | --- |
| 1977             | Fritzl zaczął seksualne nadużycia w stosunku do własnej córki, 11-letniej Elisabeth. |
| 29 sierpnia 1984 | 18-letnia Elisabeth została zamknięta w piwnicy. |
| listopad 1986    | Elisabeth poroniła w 10. tygodniu ciąży. |
| 1989             | Elisabeth urodziła ojcu pierwsze dziecko, Kerstin, które mieszkało z matką w piwnicy do 2008. |
| 1990             | Elisabeth urodziła ojcu drugie dziecko, Stefana. Syn pozostał z matką w piwnicy do 2008 roku. |
| 1992             | Urodziła się Lisa. W maju 1993 Fritzl podrzucił 9-miesięczne dziecko w kartonie przed swój dom z rzekomą informacją od Elisabeth o pobycie w sekcie i prośbą o opiekę nad dzieckiem. |
| luty 1994        | Urodziło się czwarte dziecko, Monika. |
| 1994             | Fritzl powiększył więzienie dla Elisabeth i jej dzieci z 35 m² do 55 m². |
| grudzień 1994    | 10-miesięczna Monika została podrzucona pod dom w wózku. Niedługo potem Rosemarie odebrała telefon od Elisabeth z prośbą o opiekę nad dzieckiem. Zakłada się jednak, że Fritzl mógł użyć nagrania do zainicjowania połączenia. Rosemarie zgłosiła incydent policji, wyrażając zdumienie, że Elisabeth wiedziała o nowym numerze telefonu. |
| maj 1996         | Elisabeth urodziła bliźniaki – dwóch chłopców. Pierwszy z nich, Michael, umarł po trzech dniach. Jego ciało Fritzl spalił w piecu. Drugi chłopiec, Alexander, został podrzucony pod dom Fritzlów w 15. miesiącu życia. |
| grudzień 2002    | Urodził się Felix. Został w piwnicy do 2008, ponieważ żona Fritzla nie była w stanie zaopiekować się kolejnym dzieckiem. |
| 19 kwietnia 2008 | 19-letnia Kerstin poważnie zachorowała. Fritzl zabrał ją do lokalnego szpitala. |
| 26 kwietnia 2008 | Fritzl wyprowadził z piwnicy Elisabeth oraz synów Stefana i Felixa, informując żonę, że córka postanowiła wrócić po 24 latach nieobecności. Tego samego dnia, późnym wieczorem, do domu Fritzlów przybyła policja, zabierając Josefa i Elisabeth pod opiekę.                                                                              |
| 19 marca 2009    | Po czterech dniach procesu w St. Pölten Fritzl został uznany za winnego zabójstwa przez zaniechanie syna/wnuka Michaela, wymuszenia, kazirodztwa, pozbawienia wolności córki Elisabeth, gwałtu oraz zmuszania córki i jej dzieci do niewolnictwa.                                                                                         |

## Odniesienia w kulturze
- Utwory „24 Years” oraz „The Denegation of Humanity” niemieckiej grupy muzycznej Caliban, opublikowany na albumie Say Hello to Tragedy (2009), dotyczył sprawy Josefa Fritzla[23][24].
- Utwór „Wiener Blut” niemieckiej grupy muzycznej Rammstein, opublikowany na albumie Liebe ist für alle da (2009), dotyczył sprawy Josefa Fritzla[25]
- Utwór „When Daddy Comes to Play” niemieckiej grupy muzycznej Tankard, opublikowany na albumie Thirst (2008), dotyczył sprawy Josefa Fritzla[potrzebny przypis]
- Utwór „Fritzl" francuskiej grupy muzycznej Benighted, opublikowany na albumie Asylum Cave (2011), dotyczył sprawy Josefa Fritzla.
- Utwór „Eyes of Deviation” polskiej post-thrashmetalowej grupy Torture of Hypocrisy, opublikowany na albumie Random Augmentation z 2014 r.
- Utwór „24 Year Party Dungeon” Szkockiej grupy muzycznej Cerebral Bore
- Utwór „Amstetten” polskiej grupy Carrion
- Utwór „F.W.L.” pabianickiego thrash metalowego zespołu Maggoth
- Utwór „Historia oparta na faktach” polskiego rapera Bitny’ego.
- Utwór „Józef F.” łódzkiej grupy Szewska Pasja, opublikowany na albumie „Trzy, dwa...” (2013) dotyczy sprawy Josefa Fritzla
- Elizabeth Fritzl – Hardcore punkowa grupa z Krakowa.
- Utwór „Człowiek Człowiekowi” – KaPeWu
- Utwór „W małej piwnicy" – Gospel
- Utwór „Josef Fritzl" z EPki EDEK Z ELDOMU EP raperów Mlodyego Blisty i Mlodyego Sosny parodiuje sprawę Fritzla[26].
- Powieść Pokój została zainspirowana sprawą Josepha Fritzla.